# Prionopelta
Prionopelta é um gênero de insetos, pertencente à família Formicidae.

## Espécies
- Prionopelta aethiopica
- Prionopelta amabilis
- Prionopelta amieti
- Prionopelta antillana
- Prionopelta brocha
- Prionopelta bruchi
- Prionopelta descarpentriesi
- Prionopelta humicola
- Prionopelta kraepelini
- Prionopelta kraepilini
- Prionopelta majuscula
- Prionopelta marthae
- Prionopelta modesta
- Prionopelta opaca
- Prionopelta punctulata
- Prionopelta undet